# Альберт Вікманс
Альберт Вікманс (12 вересня 1897 — 20 червня 1995) — бельгійський велогонщик.
Бронзовий призер Олімпійських Ігор 1920 року в роздільній командній гонці.